# Klášter Filles-Saint-Thomas
Klášter Filles-Saint-Thomas (tj. dcer sv. Tomáše) byl ženský klášter v Paříži. Nacházel se v prostoru mezi dnešními ulicemi Rue Saint-Augustin a Rue Feydeau ve 2. obvodu, kde se nyní rozkládá Palais Brongniart. Klášter byl zrušen za Velké francouzské revoluce.

## Historie
Dcery sv. Tomáše byly špitálním řádem a jejich klášter založila v roce 1626 Anne de Caumont. Podle kláštera se nazývala ulice Rue des Filles-Saint-Thomas, která se nachází na plánech města z let 1760 a 1771. Vedla od Rue Vivienne k Rue Notre-Dame-des-Victoires a její kratší část se dochovala dodnes. Ulice Rue Vivienne byla prodloužena až k Rue Feydeau, ale byla zkrácena klášterem, když rozšířil svou doménu.
Klášter byl zrušen za Velké francouzské revoluce a řád vyvlastněn za účast na protirevolučním monarchistickém vendemiairském povstání dne 5. října 1795. Sídlo vzbouřenců bylo v klášterním kostele.
Když byl klášter zbořen, mohla být ulice Rue Vivienne opět prodloužena až k Rue Feydeau a později v roce 1829 až k Boulevardu Montmartre. V roce 1807 byla v ulici Rue Vivienne v prostoru bývalého kláštera založena Pařížská burza, pro kterou byl postaven Palais Brongniart.